# Szentlászló (Horvátország)
Szentlászló (horvátul: Laslovo) egy Horvátországi kis falu az ország keleti részén, Eszéktől körülbelül 18 kilométerre található a Valkó folyó mellett. Közigazgatásilag Ernestinovóhoz tartozik.

## Lakossága
- 1991-ben 1298 lakosából 580 magyar, 508 horvát, 81 szerb
- 2001-ben 1038 lakosa volt
- 2011-ben 1074 lakosa volt, közülük körülbelül 300 magyar ill. református.

## Története
A község eredete az Árpád korig nyúlik vissza. 1218-ban épült a falu első temploma, amit Szent László tiszteletére szenteltek föl. A település is később róla kapta a nevét. 1404-ben már Zenthlazlo alakban írnak a faluról, amikor fölépült a délszláv háborúban lerombolt templom, 1475-ben pedig erődként említik.
A falu az 1520-as években lett az Oszmán Birodalom része. Nem sokkal később a reformáció tanai megérkeztek a vidékre. A legjelentősebb prédikátor a Drávaközben és Szlavóniában Sztárai Mihály volt.
A török hódoltság alatt elnéptelenedett a falu, 1617-ben csak 19 család lakta. Közel száz évvel később, az 1702-es népszámlálás szerint 40, magyar nemzetiségû, kálvinista vallású család lakott 19 házban. A 19. századig a kelet-szlavóniai vidéken több mocsár és ártér volt, ami kedvezett a halászatnak. Ezek lecsapolásával a halászok áttértek a földművelésre.
A 19. században még színmagyar faluba a második világháború után szerbeket telepítettek be. A szomszédos magyar falu, Kórógy területéből 1919-ben megalapították a szerb nemzetiségű új falut, Palacsát. 1945 után az eltérő nemzetiségek tagjai jó viszonyt alakítottak ki egymással és a környező szerb és horvát falvakkal is jó kapcsolatban álltak. A második világháború után fejlődésnek indult a falu. 1961-ben felépült a textilgyár, 1968-ra elkészült az általános iskola.
Szentlászlót 1991-ben sújtotta a délszláv háború borzalma. A horvát hadsereg mellé álló falu tanúsította a legnagyobb ellenállást a környéken. 1991. október 1-jén a Jugoszláv Néphadsereg aknavetőkkel és ágyúlövedékekkel lerombolta a szentlászlói templomot és a házak 96%-át. A falu civil lakossága Magyarországra és Horvátország biztonságos területeire menekült. E települést védelmezték a háborúban Rózsa-Flores Eduardo és harcostársai.
A háború után a reintegráció részeként 1998-ban térhettek haza a menekültek. 2000 elején 45 család, azaz körülbelül 350 fő lakta a falut.

## Nevezetességei
A falu református temploma 1878-ban épült. 1991. október 1-jén a Jugoszláv Néphadsereg katonái aknavetőkkel és ágyúlövedékekkel lerombolták, de a háború után eredeti formájában építették újjá. A egyhajós hosszúkás épület egy sekély háromoldalú apszisban végződik, karcsú, magas harangtornya pedig a főhomlokzat előtt áll. A homlokzati falak függőlegesen lizénákkal vannak mezőkre osztva, amelyek közé csúcsíves ablaknyílások vannak beépítve. A főhomlokzatot kör alakú ablaknyílások tagolják. A csúcsíves ablaknyílásoknál ezenkívül sekély, hármas kör formájú  stukkódíszítések, középen virágmotívummal találhatók. A harangtorony alsó részén boltíves előcsarnok van kialakítva. A harangtorony korpuszának sarkai homorúak, korinthoszi oszlopfőkkel vannak díszítve.

## Kultúra
A Petőfi Sándor Művelődési Egyesület célja a magyar kultúra ápolása.
A szentlászlói honvédők egyesülete a horvátországi háborúban harcoló katonákból alakult egyesület, vezetője Stjepan Deže Riki.

## Fordítás
- Ez a szócikk részben vagy egészben  a   Laslovo című horvát Wikipédia-szócikk fordításán alapul.  Az eredeti cikk szerkesztőit annak laptörténete sorolja fel. Ez a jelzés csupán a megfogalmazás eredetét és a szerzői jogokat jelzi, nem szolgál a cikkben szereplő információk forrásmegjelöléseként.